# Malabarlerche

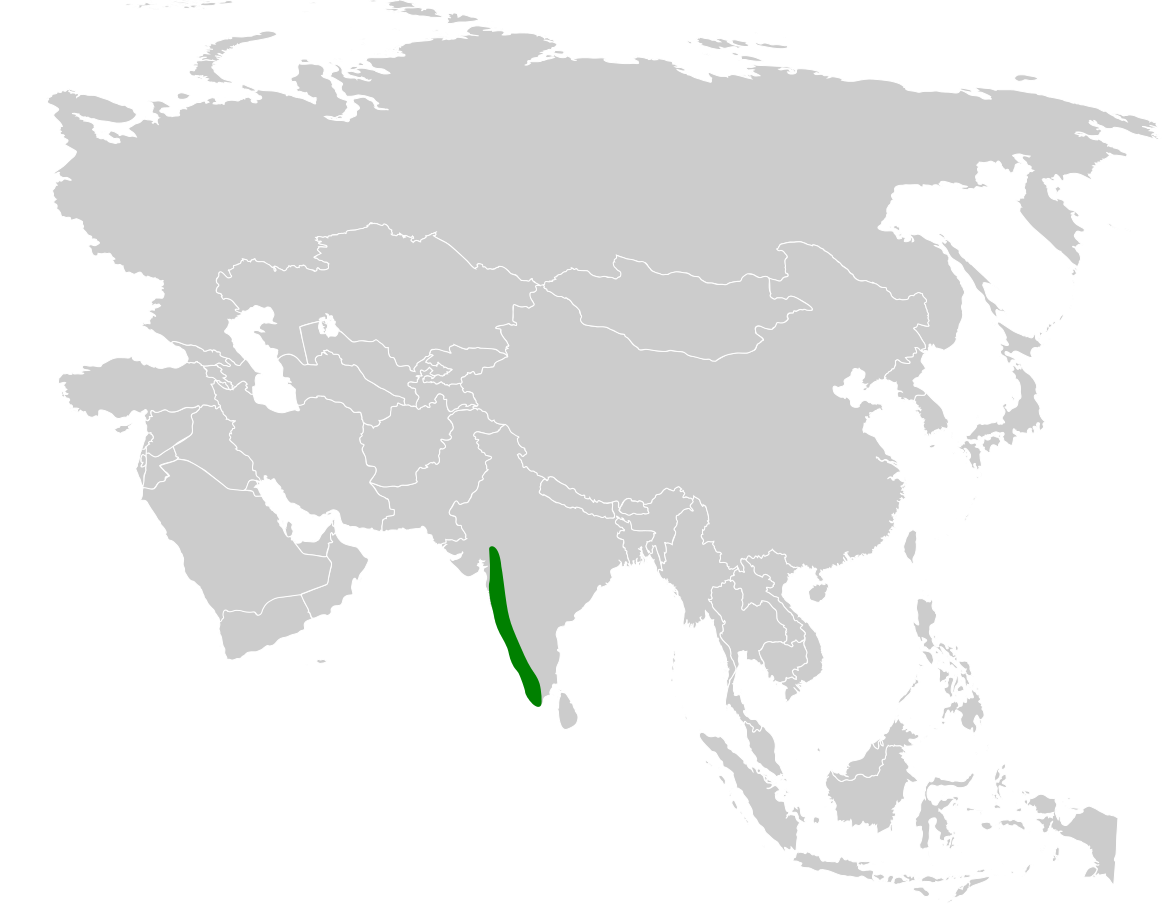
Verbreitungsgebiet der Malabarlerche

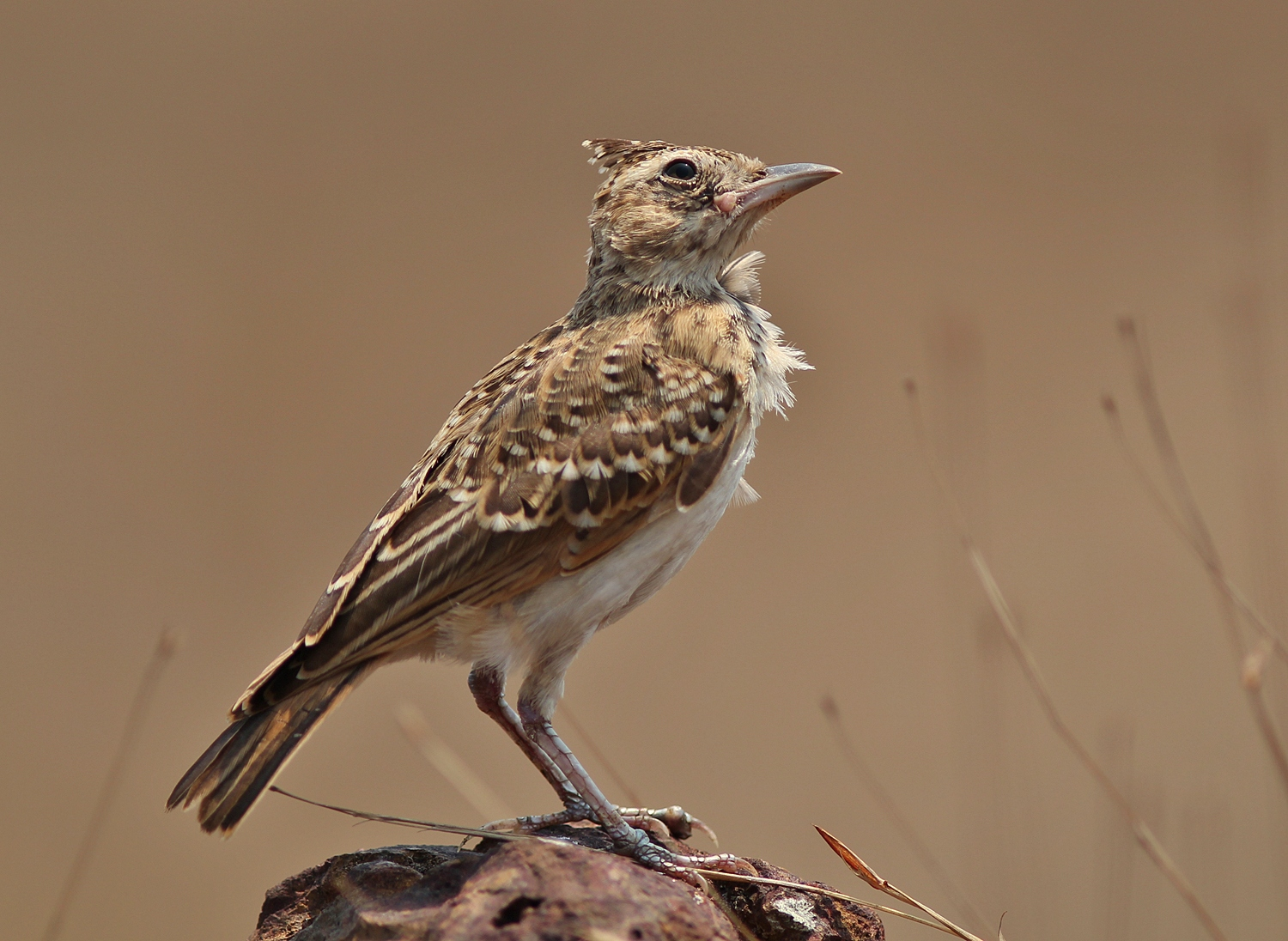
Malabarlerche

Die Malabarlerche (Galerida malabarica) ist eine Art aus der Familie der Lerchen. Ihr Verbreitungsgebiet liegt in Südasien.
Die Bestandssituation der Malabarlerche wird von der IUCN mit ungefährdet (least concern) eingestuft.

## Merkmale
Die etwa Sperlings-große Malabarlerche ist deutlich kleiner als eine Haubenlerche und hat eine spitzer auslaufende Haube, sie entspricht ihr aber im Habitus.
Die Malabarlerche erreicht eine Körperlänge von etwa 15 Zentimetern, wovon 4,6 bis 5,2 Zentimeter auf den Schwanz entfallen. Die Schnabellänge beträgt vom Schädel aus gemessen 1,6 bis 1,8 Zentimeter. Es besteht kein auffallender Geschlechtsdimorphismus.
Die Malabarlerche hat eine rötlichbraune Körperoberseite mit einer kräftigen schwärzlichen Strichelung. Sandfarbene oder graubraune Töne fehlen bei ihr im Gefieder. Die Brust ist gelbbraun und kräftig gesprenkelt. Die sechste (äußerste) Steuerfeder ist hell rötlich. Der Oberschnabel ist hornbraun, der Unterschnabel etwas heller. Die Füße sind fleischfarben, die Iris ist haselnussbraun.

## Verwechselungsmöglichkeiten
Im Verbreitungsgebiet der Malabarlerche kommen sowohl eine Unterart der Haubenlerche, die Devalerche und die Orientfeldlerche als auch die Jerdonlerche vor.
Von der Haubenlerchenunterart Galerida cristata chendoola unterscheidet sich die Malabarlerche durch die kleinere Körpergröße und das dunklere Gefieder. Im Vergleich zu der Devalerche ist die Malabarlerche dagegen größer, sie hat eine intensivere Bruststreifung sowie eine hellere Körperunterseite. Von der Kleinen Feldlerche, die zur Gattung Alauda gehört, unterscheidet sich die Malabarlerche vor allem durch das Vorhandensein einer Haube.

## Verbreitungsgebiet und Lebensraum
Die Malabarlerche kommt auf dem indischen Halbkontinent vor. Sie besiedelt hier einen Küstenstreifen im Westen Indiens, der von Gujarat bis zur südwestlichen Spitze dieses Halbkontinents reicht.
Der Lebensraum der Malabarlerche sind Grasland, das nur spärlich mit Büschen bestanden sind, Waldlichtungen und steinige Abhänge. Sie ist vor allem in den Gebieten anzutreffen, in denen sie mit ihrer rötlich-braunen Körperoberseite dem Bodenton entspricht. Die Höhenverbreitung reicht bis 2000 Höhenmeter.

## Lebensweise
Die Malabarlerche kommt außerhalb der Brutzeit in kleinen Trupps von fünf bis acht Individuen vor. Während der Brutzeit besetzt die Malabarlerche dagegen ein Revier.
Der Gesang wird vom Boden oder während des Singfluges vorgetragen. Als Ansitzwarte während des Bodengesanges wählt die Malabarlerche typischerweise einen Hügel oder die Spitze eines Busches. Während des Singens ist der Schwanz leicht gestelzt, die Flügel hängen herab. Gelegentlich flattert die Lerche auch einige Meter in die Höhe.
Die Nahrung besteht aus Sämereien. Sie werden zum Teil von den Pflanzen gepickt, sie liest aber auch herabgefallene Samen vom Boden auf und sucht abgemähte Getreidefelder nach Körnern ab. Während der Brutzeit wird die vorwiegend pflanzliche Nahrung durch Insekten ergänzt. Gefressen werden dabei insbesondere Ameisen, Laufkäfer und Heuschrecken.

## Einzelbelege
1. ↑  Pätzold: Kompendium der Lerchen. S. 328.
2. ↑  Pätzold: Kompendium der Lerchen. S. 329.
3. ↑  Pätzold: Kompendium der Lerchen. S. 330.